# 도쿄도도 제15호선

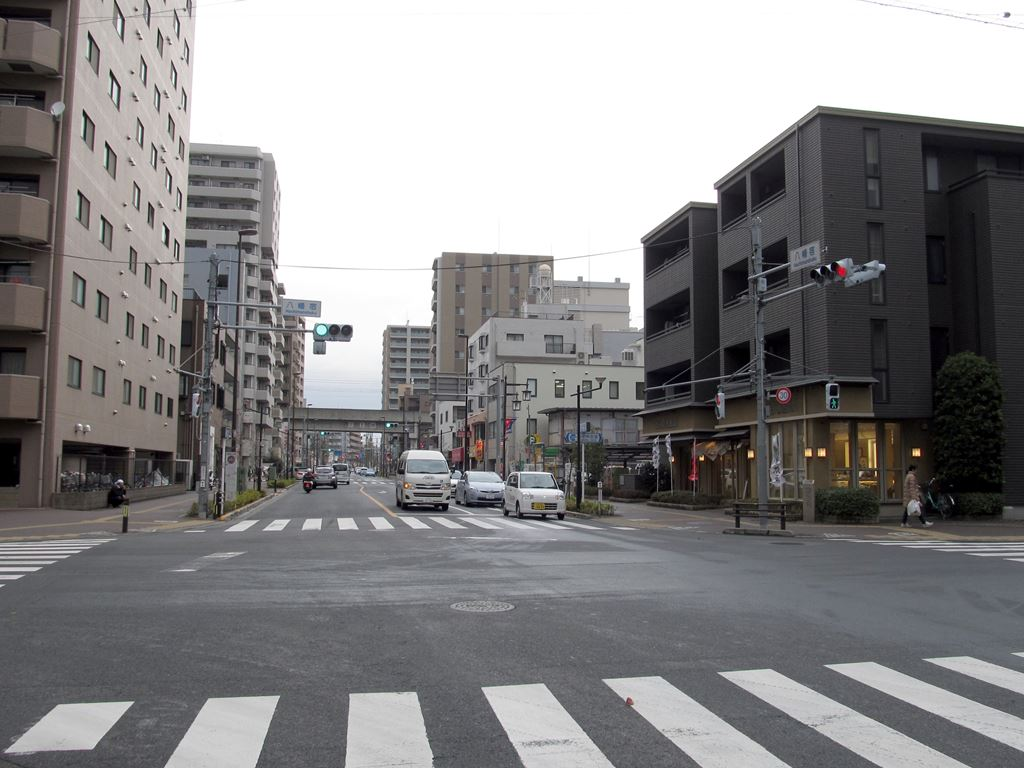
15번 도쿄도도의 기점이다. 그러나 이 일대에는 주거 시설과 상업 시설이 뒤섞여 있는 곳으로 드러난다.

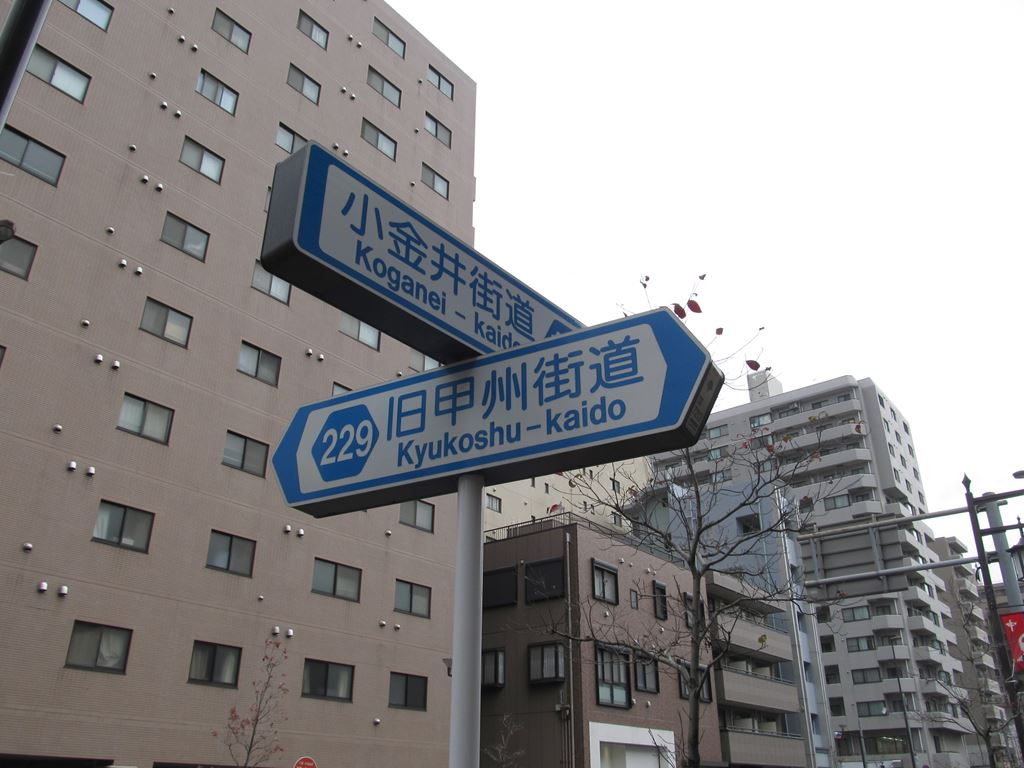
15번 도쿄도도의 기점이다. 이 기점에는 229번 도쿄도도와 서로 접촉하는 특이 사항을 둔다.

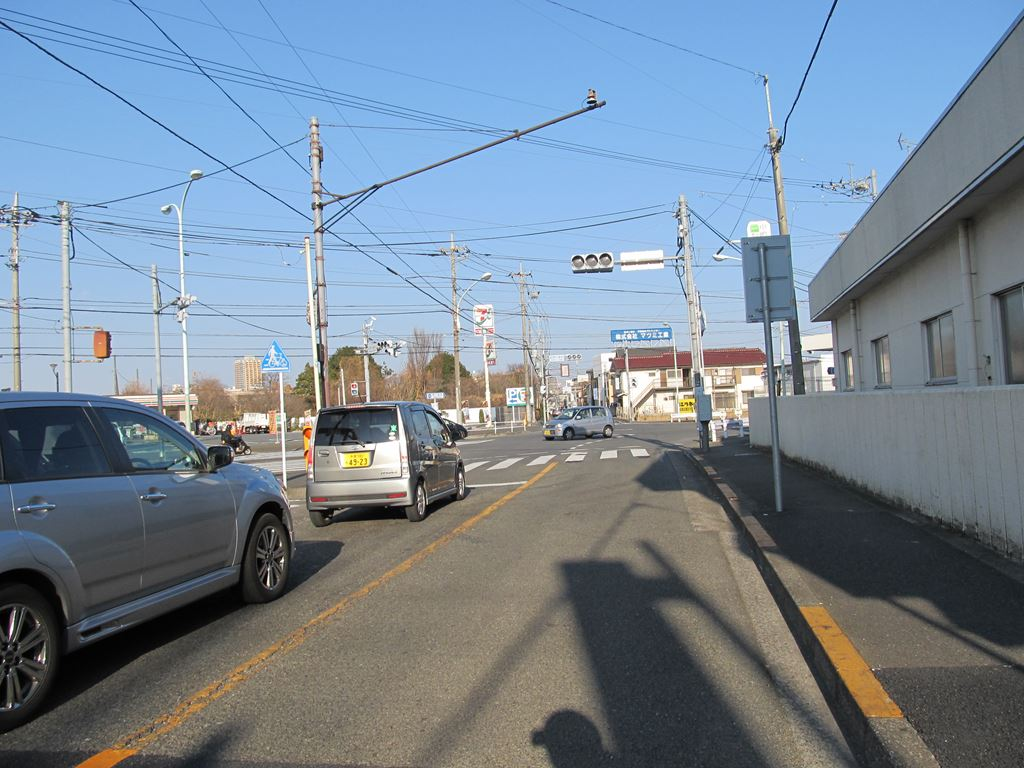
도하치와 접촉하는 교차로

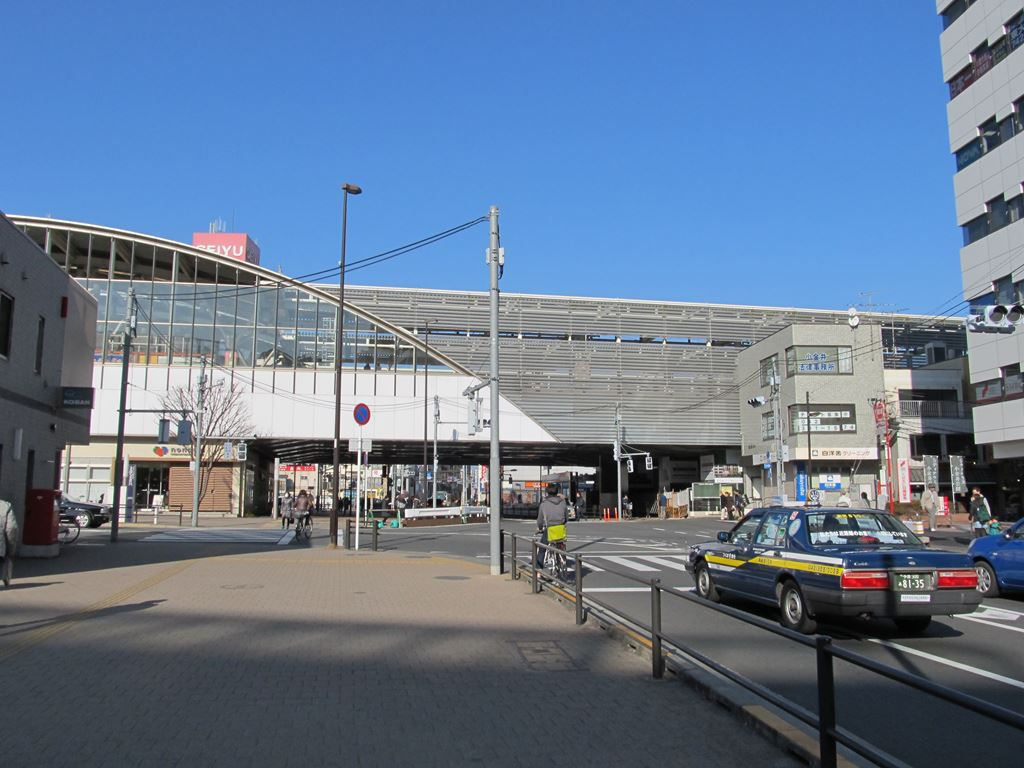
고가네이 가도의 건널목 경보의 입체화 직후의 모습

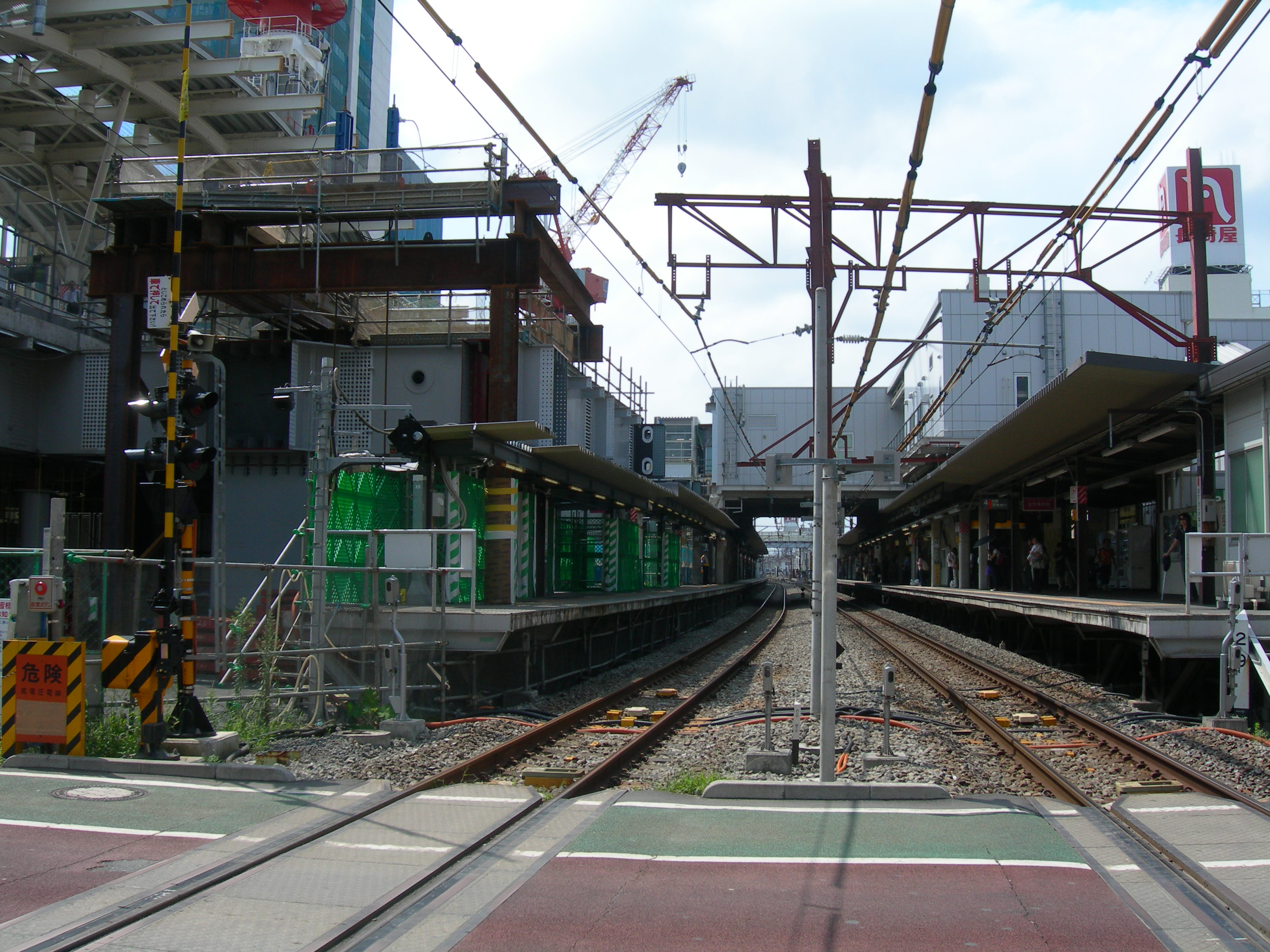
고가네이 가도의 건널목 경보가 입체화하기 직전 모습 (2008년 8월 촬영)

15번 도쿄도도(일본어: 東京都道15号府中清瀬線→도쿄도도 15호 후추-기요세선)는 도쿄도 후추시에서 기요세시까지 이어주는 주요 지방도이자 현도 노선이다. 그리고 통칭은 고가네이 가도(小金井街道)이다.

## 개요
- 기점 : 도쿄도 후추시 하치만정(일본어판) 1정목 (이 곳에서는 도쿄도도 제229호선(일본어판)과 교차하게 되는 교차로가 있음)
- 종점 : 도쿄도 기요세시 (이 일대에서는 도쿄도도·사이타마현도 제24호선(일본어판)이 서로 교차하는 교차로가 만남)
- 총 연장 : 15,759 미터
- 면적 : 224,995 m2 (2013년 4월 1일 기준)
- 도도 인정 조건 : 주요 지역끼리 서로 연결시켜주기 위한 취지를 가진 도로
- 통칭 : 고가네이 가도

## 지리

### 통과하는 지자체
노선 전체가 도쿄도를 관통하고 있으며 시 목록은 이와 같다.
- 후추시
- 고가네이시
- 고다이라시
- 히가시쿠루메시
- 기요세시

상기 제시한 구간 외에도, 바이패스로 운영되고 있는 신코가네이 가도의 일부가 사이타마현 니자시 영역을 넘나들고 있으나, 통과하고 있는 지자체의 범주에 넣지 않는다.

### 교차하는 도로
본선
- 국도 : 국도 제20호선
- 도도/현도 : 도쿄도도 229호선, 도쿄도도 제248호선, 도쿄도도 제14호선, 도쿄도도 제134호선, 도쿄도도 제135호선, 도쿄도도 제7호선, 도쿄도도 제132호선, 도쿄도도 제253호선, 도쿄도도 제5호선, 도쿄도도 제227호선, 도쿄도도 제4호선, 도쿄도도 제234호선, 도쿄도도 제226호선, 도쿄도도·사이타마현도 제24호선

지선
- 도도/현도 : 도쿄도도 제5호선, 도쿄도도 제4호선, 도쿄도도 제248호선, 도쿄도도 제129호선, 사이타마현도·도쿄도도 제40호선